# (22065) Colgrove
(22065) Colgrove est un astéroïde de la ceinture principale d'astéroïdes.

## Description
(22065) Colgrove est un astéroïde de la ceinture principale d'astéroïdes. Il fut découvert le 5 janvier 2000 à Socorro (Nouveau-Mexique) par le projet LINEAR. Il présente une orbite caractérisée par un demi-grand axe de 2,41 UA, une excentricité de 0,02 et une inclinaison de 8,1° par rapport à l'écliptique.

## Compléments